# Sparganothina setosa
Espèce
Sparganothina setosa est une espèce de papillons de nuit de la famille des Tortricidae.

## Répartition et habitat
Sparganothina setosa est décrite du Guerrero, au Mexique.

## Taxinomie
L'espèce Sparganothina setosa est décrite par Bernard Landry en 2001.